# Venturiella sinensis
Venturiella sinensis är en bladmossart som beskrevs av C. Müller 1897. Venturiella sinensis ingår i släktet Venturiella och familjen Erpodiaceae. Inga underarter finns listade i Catalogue of Life.